# Gomadingen
Gomadingen település Németországban, azon belül Baden-Württembergben. Lakosainak száma 2382 fő (2023. december 31.). Gomadingen Hohenstein és Engstingen községekkel határos.

## Népesség
A település népessége az elmúlt években az alábbi módon változott:
| Lakosok száma | 2014 | 2250 | 2246 | 2252 | 2300 | 2382 |
|               | 1975 | 2017 | 2019 | 2021 | 2022 | 2023 |